# Houben–Hoescheva reakcija
Houben-Hoescheva reakcija je organska reakcija, v kateri aromati reagirajo z nitrili in tvorijo aromatske ketone. Reakcija je različica Friedel-Craftsove acilacije z vodikovim kloridom in Lewisovo kislino kot katalizatorjem.
Reakcija se imenuje po nemškem kemiku Josefu Houbenu in Kurt Hoeschu, sinu jeklarskega industrialca.
Primer Houben-Hoescheve reakcije je sinteza 1-(2,4,6-trihidroksifenil)etanona iz floroglucinola:
Vmesni produkt je imin. Napadajoči elektrofil je morda spojina s splošno formulo R-C=NHCl. Areni morajo bito elektronsko bogati, kakršna sta na primer fenol in anilin. Sorodna reakcije je Gattermannova reakcija, v kateri se namesto nitrila uporablja uporabljata vodikov cianid (HCN) ali cinkov cianid (Zn(CN)2).